# نبيذ الكرز (أغنية)
نبيذ الكرز هي أغنية صدرت عام 2012 لمغني الراب الأمريكي ناز بتعاون مع المغنية آمي واينهاوس وإنتاج تسجيلات ديف جام تعد الأغنية رابع أغنية من ألبومه الذي صدر بنفس العام تحت عنوان الحياة جيدة. عام 2013 تم ترشيحها لجائزة غرامي لأفضل أداء راب/مغني خلال حفل توزيع جوائز غرامي.